# Casa Oscar Niemeyer

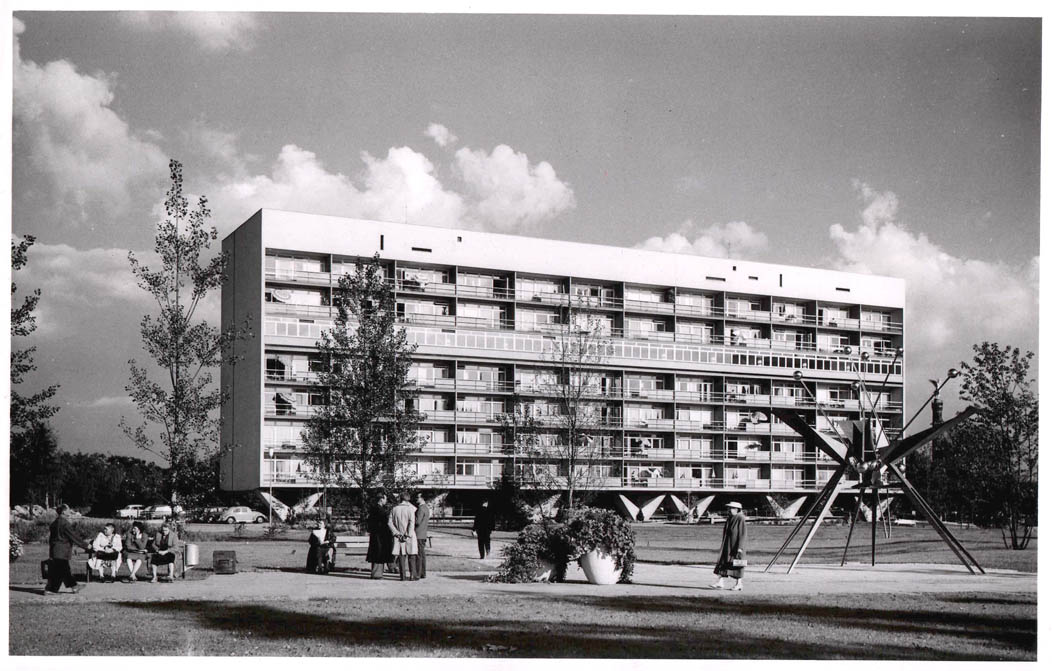
Oscar-Niemeyer-Haus Ansicht West-Fassade 1958

A Casa Oscar Niemeyer (das Oscar-Niemeyer-Haus) é uma das muitas construções erguidas para a reconstrução do bairro de Hansaviertel, então Berlim Ocidental, e que serviram para a Interbau de 1957, a Exposição Internacional de Construção (IBA 1957) O edifício projetado por Oscar Niemeyer conta com 78 apartamentos distribuídos por oito pavimentos. Os apartamentos variam em tamanho de 31 m² até 91m².

## Referência
1. ↑  «The History of Interbau 1957». https://hansaviertel.berlin/en/. Consultado em 10 de novembro de 2024
2. 1 2  «Altonaer Straße 4–14 Oscar Niemeyer». https://hansaviertel.berlin/en/. Consultado em 10 de novembro de 2024
3. 1 2  Zeitung, Süddeutsche. «Monolith am Tiergarten». Süddeutsche.de (em alemão). Consultado em 4 de agosto de 2021
4. ↑  «Berlim modernista pode se tornar Patrimônio Mundial». Deutsche Welle. 7 de julho de 2021. Consultado em 10 de novembro de 2024